# Kibitz Verlag
Der Kibitz Verlag ist ein Hamburger Verlag mit Schwerpunkt Kindercomics, der 2019 von Michael Groenewald und Sebastian Oehler gegründet wurde. Erste Titel kamen ab Mai 2020 auf den Markt.

## Der Verlag
Der Kibitz Verlag wurde 2019 in Hamburg von Michael Groenewald und Sebastian Oehler für die Publikationen selbstproduzierter Comics für Kinder gegründet. Die beiden arbeiteten bereits lange Jahre im Comicbereich, bevor sie ihren eigenen Verlag gründeten. Sie sahen eine Lücke im ihrer Meinung nach wachsenden Marktsegment für Kindercomics, außerdem betrachten sie Comics als Leseförderung für zunehmend wichtig. „Wir möchten Kindern den Spaß am Lesen vermitteln. Mit Comics, die Spaß machen, die überraschen, die einen in andere Welten entführen.“
Zwischen Mai und Juni 2020 erschienen die ersten fünf Titel. Patrick Wirbeleit und Uwe Heidschötter setzten ihre Reihe Kiste, die vorher bei Reprodukt herauskam, mit dem Band Mathemagie fort. Mit Selma tauscht Sachen gibt Martin Baltscheit sein Debüt als Autor eines Kindercomics, die Zeichnungen stammen von Anne Becker. Die übrigen Starttitel sind Geniale Geschenke von Anke Kuhl, Haus Nr. 8 von Patrick Wirbeleit und Sascha Wüstefeld sowie Ulf und das Rätsel um die Neue von Tanja Esch. Der Verlag möchte etwa sechs neue Comics pro Jahr publizieren. Zu weiteren Veröffentlichungen zählen Jutta Bauers Corona Diaries und Jeppe unterwegs, Das unsichtbare Raumschiff von Wirbelweit, Heidschötter und Andrew Matthews, Trip mit Tropf von Josephine Marks, die Reihe Gorm Grimm von Patrick Wirbeleit und Kim Schmidt, sowie Zack! von Volker Schmitt und Màriam Ben-Arab. Einige der Eigenproduktionen konnten an ausländische Verlage lizenziert werden, unter anderen in China, Frankreich und den Vereinigten Staaten.
Der Kibitz Verlag präsentiert sich auf Messen wie dem Comic-Salon Erlangen oder dem Fumetto Festival in Luzern.

## Auszeichnungen
2022 erhielt Josephine Marks für Trip mit Tropf einen Max-und-Moritz-Preis in der Kategorie „Bester Comic für Kinder“. Im gleichen Jahr wurde Zack! von Volker Schmitt und Màriam Ben-Arab beim GINCO Award als „Herzenscomic“ geehrt.
Im September 2023 wurde Trip mit Tropf als „Bester narrativer Lang-Comic“ mit einem GINCO Award ausgezeichnet.
Im folgenden Jahr ging der Max-und-Moritz-Preis in der Kategorie „Bester Comic für Kinder“ an Boris, Babette und lauter Skelette von Tanja Esch. Ebenfalls im Jahr 2024 erhielt Weltraumpolizistin Oma Gurke von Patrick Wirbeleit und Stephan Lomp einen GINCO Award als „Bester Langcomic / Einzelband“.